# Alto Castelinho
Alto Castelinho é um distrito do município de Vargem Alta, no Espírito Santo. O distrito possui  cerca de 2 100 habitantes e está situado na região norte do município.